# Reindirizzamento di URL
Il reindirizzamento di URL (in inglese URL redirection o URL forwarding) nella tecnologia internet è un meccanismo che permette di accedere alla stessa pagina web da più URL differenti. Quando un navigatore web tenta di visualizzare una pagina il cui URL è stato reindirizzato, viene reinviato automaticamente verso una pagina differente che è la destinazione finale del reindirizzamento.
Analogamente l'inoltro del dominio reindirizza tutte le pagine da un dominio a pagine da un altro dominio. Ad esempio, tutte le pagine nei domini wikipedia.com e wikipedia.net vengono reindirizzate a pagine con lo stesso nome nel dominio wikipedia.org.
Un reindirizzamento di URL può essere impostato per diversi motivi: per ridurre la lunghezza dell'URL; per evitare collegamenti interrotti quando le pagine web vengono spostate; per consentire a più nomi a dominio appartenenti allo stesso titolare di fare riferimento ad un unico sito web; per guidare la navigazione da e verso un sito web; per passare automaticamente da una versione del sito non sicura (su collegamento in chiaro) a una sicura (su collegamento crittografato). 
La tecnica può essere utilizzata anche per scopi malevoli o ostili come attacchi di phishing o diffusione di malware.

## Motivi per reindirizzare un URL
Esistono diversi motivi per utilizzare il reindirizzamento di URL.

### Nomi di dominio simili
Un'organizzazione può riservare diversi domini con nomi simili al proprio nome di dominio e reindirizzare questi domini al proprio dominio per semplificare la vita degli utenti di Internet che commettono errori durante la scrittura del proprio nome di dominio. Ad esempio, la società Constructions Gauthier potrebbe riservare il dominio constructiongauthier.ca (senza s dopo la costruzione) e reindirizzare questo dominio a constructionsgauthier.ca dopo aver notato che diverse persone stanno tentando di accedere al suo sito con il nome di dominio constructiongauthier.ca.
La stessa tecnica viene utilizzata per prenotare più domini di primo livello con lo stesso nome di organizzazione, quando un'organizzazione ritiene che gli utenti tenteranno di raggiungere il proprio sito con diversi nomi di dominio di primo livello. Pertanto, la McGill University di Montréal, il cui dominio è mcgill.ca, ha riservato anche il dominio mcgill.com e sta reindirizzando l'accesso a mcgill.com a mcgill.ca.

### Pagine spostate su un altro sito
Occasionalmente, le pagine devono essere spostate da un sito a un altro, ad esempio quando si uniscono due siti o quando si divide un sito in più siti.
In queste circostanze, non è possibile per i programmatori che effettuano queste fusioni o queste scissioni modificare i link degli altri siti che puntano alle pagine spostate o ai preferiti degli utenti Internet che puntano a queste pagine. I reindirizzamenti URL delle pagine spostate ai loro nuovi indirizzi consentono agli utenti di queste pagine di essere reindirizzati agli indirizzi corretti anche se non conoscono questi indirizzi, l'accesso agli URL obsoleti viene reindirizzato alla posizione corretta.
Anche gli spostamenti di pagina causano problemi ai motori di ricerca. I motori di ricerca non vengono informati degli spostamenti delle pagine e mantengono per un po' di tempo i vecchi indirizzi delle pagine spostate nei loro database. Durante questo periodo, indirizzano i propri utenti al vecchio indirizzo delle pagine spostate. Un reindirizzamento corregge questo problema e fornisce la pagina richiesta, anche se si trova a un indirizzo sconosciuto al motore di ricerca. Alla successiva scansione della pagina spostata, il crawler del motore di ricerca correggerà l'indirizzo della pagina nel suo database e il reindirizzamento non sarà più necessario.

### Registrazione dei collegamenti in uscita
I log di accesso dalla maggior parte dei server Web contengono informazioni dettagliate sulla provenienza dei visitatori e su come hanno navigato nel sito. Tuttavia, non registrano in base al quale i visitatori del collegamento ipertestuale hanno lasciato il sito. Infatti, il browser del visitatore non ha bisogno di comunicare con il server del sito quando il visitatore fa clic su un collegamento ipertestuale che lascia il sito. Le informazioni sui collegamenti ipertestuali utilizzati per lasciare il sito possono essere acquisite in diversi modi. Un modo prevede il reindirizzamento di URL. Invece di inviare il visitatore direttamente all'altro sito, i collegamenti ipertestuali in uscita dal sito possono fare riferimento a un URL del dominio del sito originale che reindirizza automaticamente alla destinazione reale. Questa tecnica ha lo svantaggio del ritardo causato dalla richiesta aggiuntiva al server del sito web di origine. Poiché questa richiesta lascia una traccia nel registro del server, rivelando esattamente quale collegamento è stato seguito, potrebbe anche trattarsi di un problema di privacy. La stessa tecnica è utilizzata anche da alcuni siti web aziendali per visualizzare un avviso che il contenuto successivo è su un altro sito e quindi non è responsabilità dell'azienda.

### Abbreviazione degli URL
Le applicazioni Web spesso includono attributi lunghi e descrittivi nei loro URL che rappresentano gerarchie di dati, strutture di comandi, percorsi di transazione e informazioni sulla sessione. Questa pratica si traduce in un URL lungo, esteticamente poco attraente e difficile da ricordare e potrebbe non rientrare nei limiti di dimensione dei siti di microblogging. L'abbreviazione degli URL risolve questo problema fornendo un URL breve e facile da ricordare che reindirizza a un URL più lungo.

### Alias persistenti significativi per URL lunghi o mutevoli
A volte l'URL di una pagina cambia anche se il contenuto rimane lo stesso. In questi casi, il reindirizzamento di URL può aiutare gli utenti che hanno segnalibri.

### Targeting per dispositivo e targeting per località
I reindirizzamenti possono essere utilizzati in modo efficace per scopi di targeting, come il targeting per dispositivo o il targeting geografico.
Il targeting per dispositivo è sempre più importante con l'aumento della popolarità dei dispositivi mobili che hanno schermi più piccoli rispetto ai computer tradizionali. Man mano che questi dispositivi diventano sempre più popolari, le organizzazioni vogliono fornire agli utenti di Internet informazioni adattate a schermi di piccole dimensioni. Esistono due approcci per servire gli utenti mobili: rendere il sito web reattivo o reindirizzare la richiesta a una versione del sito ottimizzata per i dispositivi mobili. Se è disponibile una versione del sito web mobile, gli utenti con dispositivi mobili vengono reindirizzati automaticamente al contenuto mobile corrispondente.
Il geo-targeting è un approccio che consente di offrire contenuti specifici per la posizione dell'utente Internet reindirizzando l'utente a una versione localizzata dell'URL richiesto. Questo approccio è utile per i siti web che si rivolgono a un pubblico in più località geografiche e/o a un pubblico che parla lingue diverse.

### Gestione dei visitatori
Il reindirizzamento di URL viene talvolta utilizzato negli attacchi di phishing per confondere i visitatori del sito web che stanno visitando e portarli a un sito dannoso che tenterà di rubare informazioni personali o infettarli con virus.
I browser moderni visualizzano sempre l'URL reale della pagina scaricata, gli utenti di Internet possono proteggersi da questi attacchi controllando l'indirizzo della pagina scaricata sulla barra degli indirizzi.